# Torneo de Naciones 2017
El Torneo de Naciones 2017 fue la edición inaugural del Torneo de Naciones, una competición amistosa de fútbol femenino al que se accede por invitación. Se llevó a cabo en Estados Unidos, del 27 de julio al 3 de agosto de 2017 y participaron 4 selecciones.

## Equipos
| Equipo         | FIFA Rankings (junio de 2017) |
| -------------- | ----------------------------- |
| Estados Unidos | 1                             |
| Japón          | 6                             |
| Australia      | 7                             |
| Brasil         | 8                             |

## Organización

### Sedes
| Seattle                                 | San Diego                                | Carson                              |
| --------------------------------------- | ---------------------------------------- | ----------------------------------- |
| CenturyLink Field                       | Qualcomm Stadium                         | StubHub Center                      |
| Capacidad: 38.300                       | Capacidad: 54.000                        | Capacidad: 30.510                   |
| CenturyLink Field (Seattle, Washington) | Qualcomm Stadium (San Diego, California) | StubHub Center (Carson, California) |
| Seattle San Diego Carson                |                                          |                                     |

## Resultados
| Pos. | Equipo             | Pts. | PJ | G | E | P | GF | GC | Dif. |
| ---- | ------------------ | ---- | -- | - | - | - | -- | -- | ---- |
| 1    | Australia (C)      | 9    | 3  | 3 | 0 | 0 | 11 | 3  | +8   |
| 2    | Estados Unidos (H) | 6    | 3  | 2 | 0 | 1 | 7  | 4  | +3   |
| 3    | Japón              | 1    | 3  | 0 | 1 | 2 | 3  | 8  | −5   |
| 4    | Brasil             | 1    | 3  | 0 | 1 | 2 | 5  | 11 | −6   |

 Fuente: USSoccer

### Partidos
Los horarios corresponden al Tiempo del Pacífico de Estados Unidos en horario de verano (PDT) : UTC-7
| 27 de julio de 2017, 16:15 | Brasil       | 1:1     | Japón        | CenturyLink Field, Seattle                        |                                                   |
|                            | - Camila 87' | Reporte | - Momiki 63' | Asistencia: 9 725 espectadores Árbitra: Karen Abt | Asistencia: 9 725 espectadores Árbitra: Karen Abt |

| 27 de julio de 2017, 19:00 | Estados Unidos | 0:1     | Australia | CenturyLink Field, Seattle                                     |                                                                |
|                            |                | Reporte | Butt 67'  | Asistencia: 15 748 espectadores Árbitra: Marie-Soleil Beaudoin | Asistencia: 15 748 espectadores Árbitra: Marie-Soleil Beaudoin |

| 30 de julio de 2017, 14:15 | Japón                      | 2:4     | Australia                                    | Qualcomm Stadium, San Diego                            |                                                        |
|                            | - Tanaka 5' - Momiki 90+2' | Reporte | - Kerr 10', 14', 43' - Van Egmond 62' (pen.) | Asistencia: 9 597 espectadores Árbitra: Katja Koroleva | Asistencia: 9 597 espectadores Árbitra: Katja Koroleva |

| 30 de julio de 2017, 17:00 | Estados Unidos                                   | 4:3     | Brasil                                 | Qualcomm Stadium, San Diego                             |                                                         |
|                            | - Mewis 18' - Press 80' - Rapinoe 85' - Ertz 89' | Reporte | - Andressa 2', 78' - Bruna Benites 63' | Asistencia: 21 096 espectadores Árbitra: Melissa Borjas | Asistencia: 21 096 espectadores Árbitra: Melissa Borjas |

| 3 de agosto de 2017, 16:15 | Australia                                                  | 6:1     | Brasil      | StubHub Center, Carson                                   |                                                          |
|                            | - De Vanna 7', 34' - Foord 32', 68' - Gorry 41' - Kerr 81' | Reporte | - Camila 2' | Asistencia: 11 948 espectadores Árbitra: Christina Unkel | Asistencia: 11 948 espectadores Árbitra: Christina Unkel |

| 3 de agosto de 2017, 19:00 | Estados Unidos                        | 3:0     | Japón | StubHub Center, Carson                                     |                                                            |
|                            | - Rapinoe 12' - Pugh 60' - Morgan 80' | Reporte |       | Asistencia: 23 161 espectadores Árbitra: Carol-Ann Chenard | Asistencia: 23 161 espectadores Árbitra: Carol-Ann Chenard |

| Campeón    |
| Australia  |
| 1.° título |

## Goleadoras
4 goles
- Sam Kerr

2 goles
- Lisa De Vanna
- Caitlin Foord
- Andressa
- Camila
- Yuka Momiki
- Megan Rapinoe

1 gol
- Tameka Butt
- Emily van Egmond
- Katrina Gorry
- Bruna Benites
- Mina Tanaka
- Julie Ertz
- Sam Mewis
- Alex Morgan
- Christen Press
- Mallory Pugh